# Malleret-Boussac
Malleret-Boussac è un comune francese di 244 abitanti situato nel dipartimento della Creuse nella regione della Nuova Aquitania.

## Società

### Evoluzione demografica
Abitanti censiti